# Moderne classique

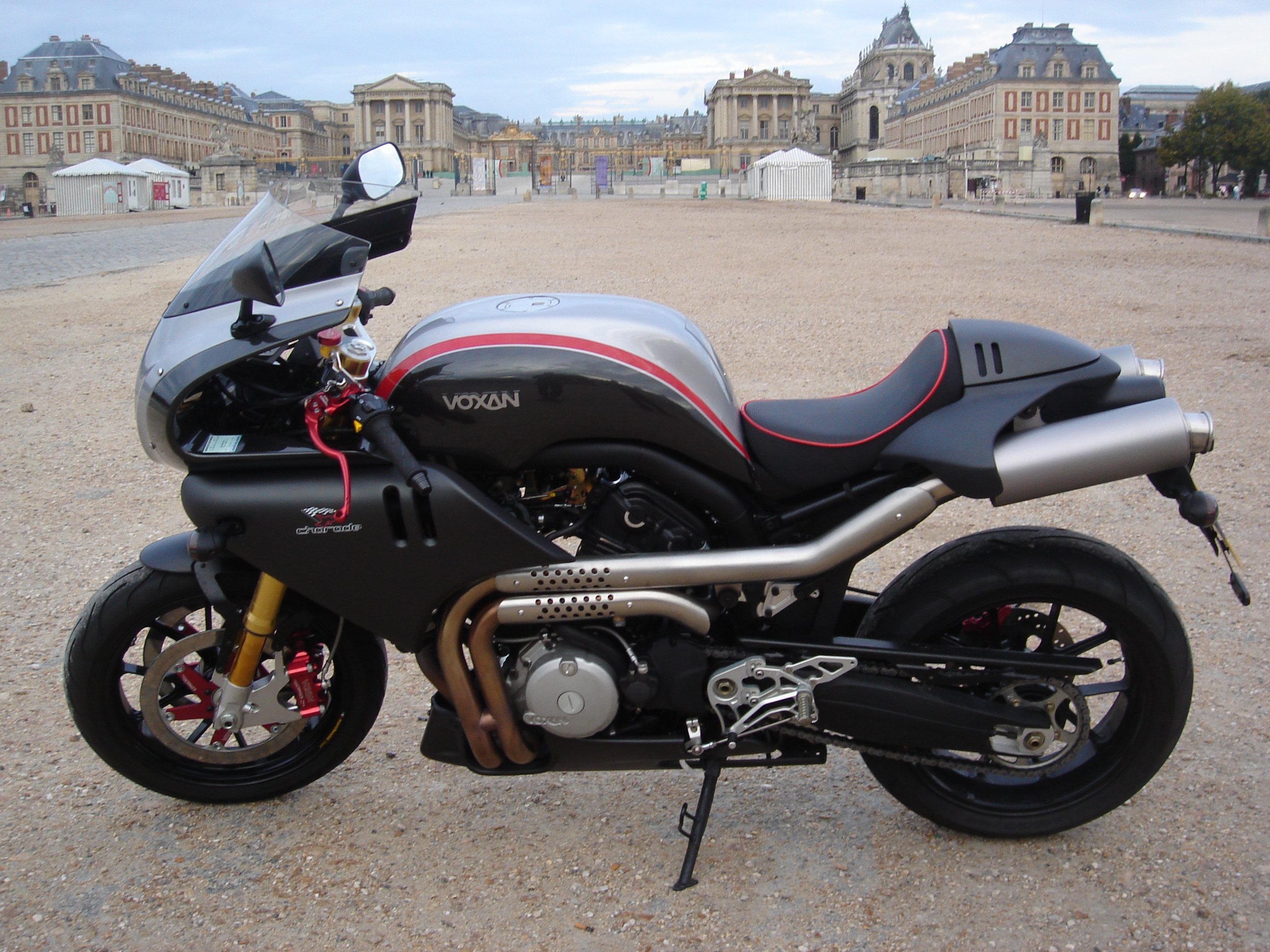
Un exemple: la Voxan Charade Racing

On appelle « modernes classiques » les répliques ou les machines inspirées de motos légendaires des années 1960 et 1970. Seul l'aspect général rappelle le(s) modèle(s) d'origine puisque le reste est entièrement de conception nouvelle. 

## Description
Elles sont censées offrir l'esthétique d'une moto ancienne, avec les avantages d'une technologie moderne. Sur les « modernes classiques », les freins, la tenue de route sont bien meilleurs que sur les modèles qu'elles rappellent, l'idée étant une interprétation moderne des valeurs classiques de la moto.
Cette catégorie est apparue au milieu des années 1990. Elle est très prisée par une population motarde qui privilégie le look à la puissance. Cette catégorie joue aussi sur la corde sensible, elle propose à l'acheteur les motos qu'il a connues dans sa jeunesse.

## Préparateurs

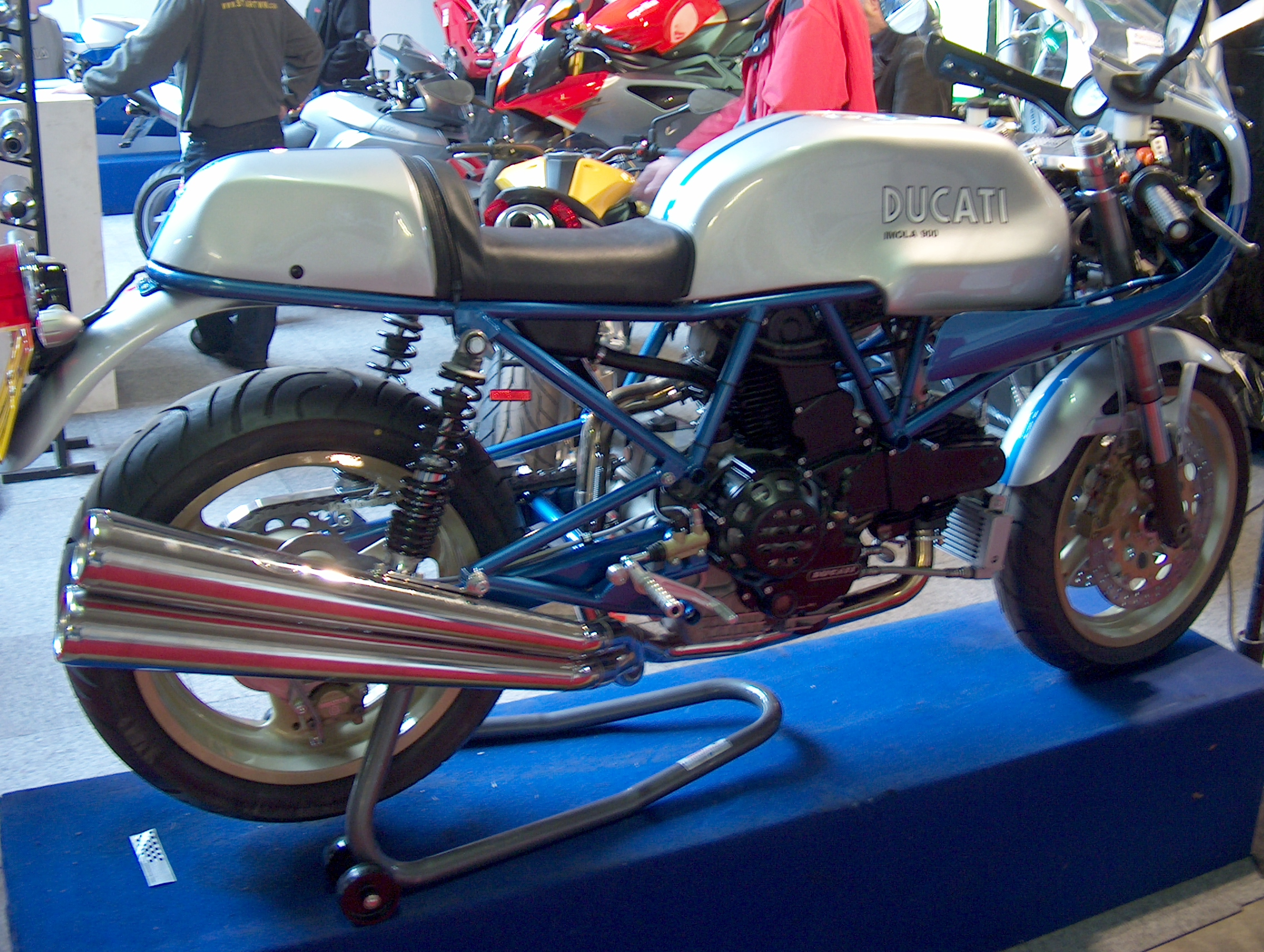
Une réplique de Ducati 900 SS 1975 sur une base de 900 SS 1990

Les « modernes classiques » permettent également à quelques préparateurs de créer des motos à moindre frais. Partant d'un modèle de moto courant, ils imaginent un autre modèle en y ajoutant des accessoires de leur conception.
En France, Mécatwin modifie des machines de la gamme Triumph, ou fabrique une copie de la Harley-Davidson 1000 XLCR Cafe Racer.
En Angleterre, Baines Racing propose un kit qui permet de donner le look d'une Ducati 900 SS de 1975 à une 900 SS des années 1990.

## Exemples
- Ducati gamme Sportclassic : 1000 GT, Paul Smart et Sport
- Honda Seven Fifty
- Moto Guzzi V11 et California 1100 Vintage
- Kawasaki W650
- Triumph gamme Modern Classic : Bonneville, Thruxton et Scrambler
- Voxan Black Magic et Charade